# Eisenbahnunfall von Tamagawaguchi
Bei dem Eisenbahnunfall von Tamagawaguchi (jap. unter anderem 米坂線雪崩事故, Yonesaka-sen nadare-jiko, „Lawinenunfall an der Yonesaka-Linie“) wurde am 4. März 1940 ein Zug in der Nähe des 1995 stillgelegten Bahnhofs Tamagawaguchi an der Yonesaka-Linie im Süden der nordjapanischen Präfektur Yamagata von einer Lawine weggerissen. 37 Menschen starben.

## Unfallhergang
Die Stelle der Eisenbahnstrecke, auf der sich der Unfall ereignete, wurde von zwei Tunneln gebildet, die mit einer Brücke verbunden waren. Eine Lawine traf die Brücke genau in dem Moment, in dem ein Zug einen der Tunnel verließ. Die Brücke stürzte ein, der Zug fiel 22 Meter tief in das Flussbett des Arakawa.